# 天運 (張丙)
天運（てんうん）は清代に台湾で張丙が自立し建てた私年号。1832年旧11月 - 1833年旧正月。

## 西暦・干支との対照表
| 天運 | 元年     | 2年      |
| 西暦 | 1832年   | 1833年   |
| 干支 | 壬辰     | 癸巳     |
| 清   | 道光12年 | 道光13年 |